# Thomas Sebright (4e baronnet)
Thomas Sebright, 4e baronnet (1692-1736) de Beechwood Park, est un propriétaire foncier et homme politique britannique qui siège à la Chambre des communes de 1715 à 1736.

## Biographie

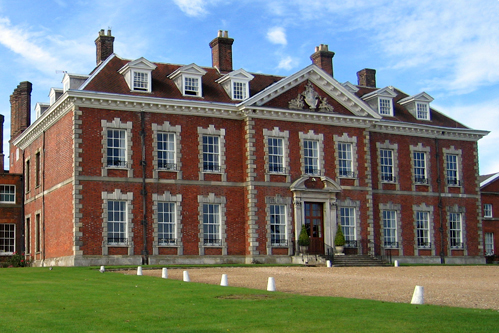
Beechwood Park, maintenant une école

Sebright est né le 11 mai 1692, le fils aîné d'Edward Sebright, 3e baronnet de Besford, Worcestershire et de son épouse Anne Saunders, fille et héritière de Thomas Saunders de Beechwood, Hertfordshire. Il succède à son père comme baronnet le 15 décembre 1702. Il s'inscrit au Jesus College d'Oxford le 3 juin 1705. En novembre 1718, il épouse Henrietta Dashwood, fille de Samuel Dashwood, député et lord-maire de Londres.
Sebright héritr de sa mère le domaine Beechwood dans le Hertfordshire. Il est élu député du Hertfordshire aux élections générales de 1715. Il est réélu aux élections suivantes de 1722, 1727 et 1734.
Sebright est décédé le 12 avril 1736. Il est un collectionneur de livres remarquable. Il laisse deux fils, dont l'aîné, Thomas hérite du titre de baronnet.